# 聖使徒堂 (雅典)

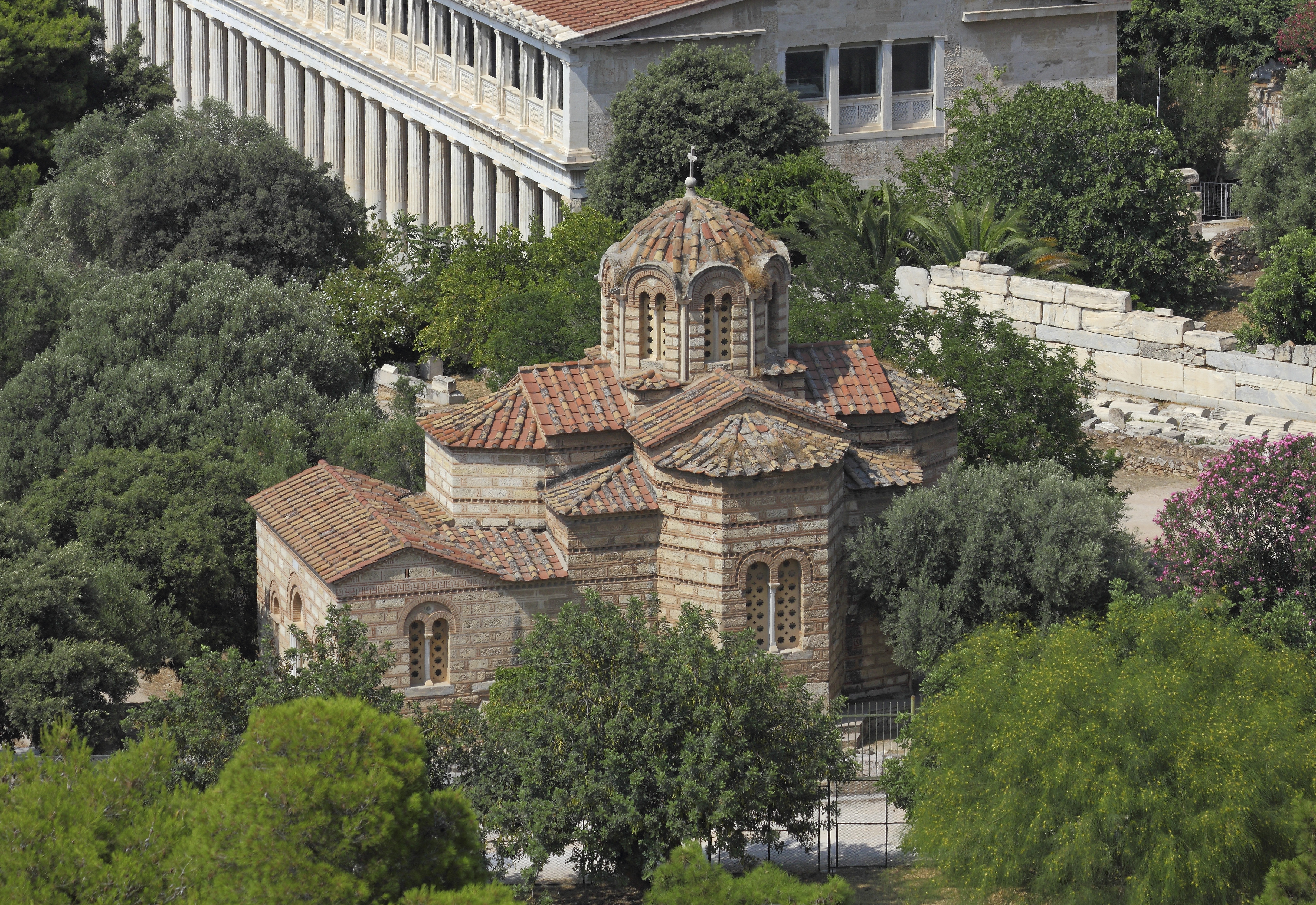
聖使徒堂

聖使徒堂（希臘語：Άγιοι Απόστολοι Σολάκη）是位於希臘雅典古雅典阿哥拉的一座希臘東正教教堂，緊鄰阿塔羅斯柱廊，其歷史可以追溯至10世紀後期。該教堂自建立以來就保存狀況完好無損，是雅典在拜占庭中期興建的第一個重要教堂。1954年至1957年，教堂進行了修復工程。

## 外部連結
- GreekA.com Athens Churches （页面存档备份，存于）
- Athens Info Guide

37°58′26″N 23°43′26″E / 37.9740°N 23.7239°E